# 集英社みらい文庫
集英社みらい文庫（しゅうえいしゃみらいぶんこ）は、2011年3月に集英社から発刊された児童向け文庫本レーベル。

## 概要
2011年3月の創刊より、毎月刊行を行っている。月刊行数は5点前後。フェア時には10点前後となる。
漫画家羽海野チカデザインによるイメージキャラクターがあり、公式サイトやリーフレットといった各種媒体に登場している。眼鏡をかけた男の子が「未来☆」、赤いリボンの女の子が「みらい♪」。他、動物キャラクター「森の仲間達」がいる。
レーベル全体のイメージカラーは、薄オレンジ色。カバーにも採用されている。「本の宇宙から、自分だけの"みらいの星"をたくさん見つけてください。」とのメッセージより、星マーク（☆）も多用されている。
創刊時には書き下ろし作品のほか海外文学の新訳、同社の『週刊少年ジャンプ』や『りぼん』などの雑誌に連載の漫画作品のノベライズなどが刊行された。『がばいばあちゃん』『ONE PIECE』『真夜中の図書館』等、以前刊行された作品の再刊行もなされている。
文庫と名付けられているが、実際の判型は新書判として出版されている。
創刊と同時に新人賞・集英社みらい文庫大賞が開催されている。

## ジャンル
みらい文庫公式サイト内にて「読みたいグループから選ぶ」として、ジャンル分けが行われている。刊行作品は全ていずれかのジャンルに属し、紹介されている。なお、サイト内における紹介・分類用のジャンルであり、実際の刊行作品内（カバー等）には特に明記されていない。
ジャンルは作品のストーリー性や雰囲気といった内容によって分類されている。漫画作品のノベライズ・他レーベルからの再刊行・ノンフィクションなどの事情は加味されていない。ただし名作作品のみ、独立したジャンルにくくられている（読んでおきたい名作）。
全9種。
- 笑えてハッピー
- 冒険にわくわく
- 動物大好き
- 恋にドキドキ
- ミステリー&ホラー
- 魔法&ファンタジー
- そう快!スポーツ
- 歴史&伝記もの
- 読んでおきたい名作
- 怪盗探偵もの
- 楽しくつかえる！

## 刊行ラインナップ
- 緑はベストセラー（翻訳・再録・歴史もの等）、みらい文庫を初出としない小説作品。薄紫は漫画・アニメ・テレビ番組からの小説化作品。水色は占い・自伝等の小説ではない作品。
- みらい文庫では裏表紙の、読者対象を案内する星の色でジャンル分けが行われている。赤はオリジナル、緑は名作、紫はノベライズ、水色はノンフィクションである。

以下に作品を追加するときには、作品を五十音順に並べ、著者名の他、完結済みかどうかも出来る限り併記してください。また、新たに記事を作るときはリンクをつけてください。

### あ行
| タイトル                                      | 著者                                    | イラスト                                          | 巻数  |
| --------------------------------------------- | --------------------------------------- | ------------------------------------------------- | ----- |
| 相方なんかになりません!                       | 遠山彼方                                | 双葉陽                                            | 3巻   |
| あいにおまかせ!? 幽霊バスツアー               | 赤川次郎                                | 水野美波                                          | 3巻   |
| 新訳赤毛のアン                                | L・M・モンゴメリ 訳：木村由利子         | カバーイラスト:羽海野チカ 本文イラスト:おのともえ | 3巻   |
| あしながおじさん                              | ウェブスター 訳：木村由利子             | 駒形                                              | 単巻  |
| 生き残りゲーム ラストサバイバル               | 大久保開                                | 北野詠一                                          | 10巻  |
| いとをかし! 百人一首                          | 光丘真理                                | 甘塩コメコ                                        | 全4巻 |
| 犬たちからのプレゼント                        | 高橋うらら                              | 柚希きひろ 本文写真:原田京子                      | 全3巻 |
| おチビがうちにやってきた！                    | 柴野理奈子                              | 福きつね                                          | 8巻   |
| オペラ座の怪人 地下にひびく、恐怖のメロディー | ガストン・ルルー 訳:村松定史            | ひだかなみ                                        | 単巻  |
| 女のコだもん!! からだと心のハッピー☆ノート    | MON 監修：河野美代子 協力：花王株式会社 | MON                                               | 単巻  |

### か行
| タイトル                                     | 著者                      | イラスト            | 巻数   |
| -------------------------------------------- | ------------------------- | ------------------- | ------ |
| 学校の怪談                                   | 岡崎弘明                  | 弥南せいら          | 単巻   |
| がばいばあちゃん                             | 島田洋七                  | 西公平              | 単巻   |
| 神風怪盗ジャンヌ                             | 松田朱夏 原作：種村有菜   | 種村有菜            | 全4巻  |
| 消えたい私は、きみと出会えて                 | 高杉六花                  | みこフライ          | 3巻    |
| キミと、いつか。                             | 宮下恵茉                  | 染川ゆかり          | 全15巻 |
| 君に届け                                     | 白井かなこ 原作：椎名軽穂 | 椎名軽穂            | 全13巻 |
| キミにはないしょ！                           | 汐月うた                  | こきち              | 3巻    |
| キャプテン・クッキング                       | 三日月シズル              | 二星天              | 全3巻  |
| 牛乳カンパイ係、田中くん                     | 並木たかあき              | フルカワマモる      | 全8巻  |
| きらめき天星術占い ハッピーパワーをあなたに! | 星ひとみ                  | 玖珂つかさ          | 単巻   |
| ギリシア神話 ふしぎな世界の神様たち          | 著：小沢章友              | 七匹の子ヤギ        | 単巻   |
| 霧島くんは普通じゃない                       | 麻井深雪                  | 那流                | 7巻    |
| キングダム 映画ノベライズ                    | 松田朱夏 原作：原泰久     | ―                   | 単巻   |
| CRASH!                                       | 広瀬晶 原作：藤原ゆか     | 藤原ゆか            | 全4巻  |
| クリスマス・キャロル                         | ディケンズ 訳:木村由利子  | ミギー              | 単巻   |
| くるみ割り人形 白鳥の湖 バレエ名作物語       | ひかわ玲子                | 碧風羽              | 単巻   |
| 銀河へキックオフ!!                           | 金巻ともこ 原作：川端裕人 | TYOアニメーションズ | 全3巻  |
| この声とどけ!                                | 神戸遥真                  | 木乃ひのき          | 全5巻  |

### さ行
| タイトル                                      | 著者                        | イラスト           | 巻数     |
| --------------------------------------------- | --------------------------- | ------------------ | -------- |
| 三国志                                        | 神楽坂淳                    | フカキショウコ     | 全5巻    |
| 十五少年漂流記 ながい夏休み                   | ベルヌ 訳:末松氷海子        | はしもとしん       | 単巻     |
| ショート・トリップ ふしぎな旅をめぐる28の物語 | 森絵都                      | 長崎訓子           | 単巻     |
| ジョウスト!                                   | 友野詳                      | しのざきあきら     | 全2巻    |
| スーパーミラクルかくれんぼ!!                  | 近江屋一朗                  | 黒田bb             | 全3巻    |
| すもう道まっしぐら！                          | 豪栄道豪太郎                | ―                  | 単巻     |
| 青星学園★チームEYE-Sの事件ノート              | 相川真                      | 立樹まや           | 15巻     |
| 絶叫学級                                      | 桑野和明 原作：いしかわえみ | いしかわえみ       | 28巻     |
| 絶対好きにならない同盟                        | 夜野せせり                  | 朝香のりこ         | 6巻      |
| 絶望鬼ごっこ                                  | 針とら                      | みもり             | 14巻     |
| 戦国姫                                        | 藤咲あゆな                  | マルイノ           | 14巻+1巻 |
| 戦国ベースボール                              | りょくち真太                | トリバタケハルノブ | 全20巻   |
| それでも君に伝えたい                          | 安芸咲良                    | 池田春香           | 単巻     |

### た行
| タイトル                                                                                | 著者 | イラスト           | 巻数      |
| --------------------------------------------------------------------------------------- | --- | ------------------ | --------- |
| 代表監督は11歳!!                                                                        | 秋口ぎぐる・八田祥治                                                                                    | ブロッコリー子     | 全4巻     |
| たったひとつの君との約束                                                                | みずのまい                                                                                              | U35                | 全9巻     |
| ちびまる子ちゃん                                                                        | さくらももこ 構成：五十嵐佳子                                                                           | さくらももこ       | 8巻       |
| 注文の多い料理店 銀河鉄道の夜                                                           | 宮沢賢治                                                                                                | 北沢夕芸           | 単巻      |
| ちょーコワ! 最凶怪談 （『最凶怪談』シリーズだが、各巻短編集のため直接のつながりはない） | 作：赤羽ミオ・三日月シズル・森川成美・時海結以・友乃雪・岡崎弘明・桑野和明 編：新井リュウジ・藤咲あゆな | マルイノ           | 単巻      |
| テガミバチ テガミとテガミバチ                                                           | 星希代子 原作：浅田弘幸                                                                                 | 浅田弘幸           | 単巻      |
| 電車で行こう!                                                                           | 豊田巧                                                                                                  | 裕龍ながれ         | 38巻＋5巻 |
| 動物たちからのプレゼント                                                                | 高橋うらら                                                                                              | 柚希きひろ         | 全2巻     |
| 読書ノート （本書は読書録をメモするための文字通りノートである）                         | ― | 羽海野チカ         | 単巻      |
| ドッグポリス 奇跡の警備犬ものがたり                                                     | 著：金巻ともこ 原案：小森陽一 脚本：大石哲也                                                            | やまもり三香       | 単巻      |
| トム・ソーヤの冒険 宝さがしに出発だ!                                                    | マーク・トウェイン 訳：亀井俊介                                                                         | ミギー             | 単巻      |
| トリコ                                                                                  | 村山功 原作：島袋光年                                                                                   | 東映アニメーション | 全7巻     |

### な行
| タイトル                                               | 著者 | イラスト                     | 巻数  |
| ------------------------------------------------------ | --- | ---------------------------- | ----- |
| 長ぐつをはいたネコ                                     | シャルル・ペロー 訳：末松氷海子                                                                             | 北沢夕芸                     | 単巻  |
| 渚くんをお兄ちゃんとは呼ばない                         | 夜野せせり                                                                                                  | 森乃なっぱ                   | 12巻  |
| 夏のジオラマ                                           | 小路幸也 | 桑原草太                     | 単巻  |
| なでしこキャプテン! 夢は見るものではなく、かなえるもの | 澤穂希 | 写真：早草紀子               | 単巻  |
| NARUTO－ナルト-                                        | 日下部匡俊 原作：岸本斉史 アニメ版脚本：隅沢克之（『滝隠れの死闘 オレが英雄だってばよ!』のみ）              | 岸本斉史                     | 2巻   |
| なんて素敵にジャパネスク                               | 氷室冴子 | 佐嶋真実                     | 2巻   |
| 新島八重ものがたり ―桜舞う風のように―                  | 藤咲あゆな                                                                                                  | 暁かおり                     | 単巻  |
| 日本の神さまたちの物語 はじめての「古事記」            | 奥山景布子                                                                                                  | 佐嶋真実                     | 単巻  |
| 日本の名作 「こわい話」傑作集                          | 作：芥川龍之介・上田秋成・内田百閒・岡本綺堂・小川未明・小泉八雲・夏目漱石・中島敦・根岸鎮衛 監修/解説：Z会 | 平尾リョウ                   | 単巻  |
| にっぽんわくわくキャラバン ジジとププの大冒険！        | ココロ直 編：日本テレビ ZIP!                                                                                | けっそくひでき               | 全2巻 |
| ねこタクシー 御子神さんがやってきた!                   | 山田佳子/AMG出版工房                                                                                        | 加藤アカツキ                 | 単巻  |
| 猫たちからのプレゼント                                 | 高橋うらら                                                                                                  | 柚希きひろ 本文写真:原田京子 | 全2巻 |

### は行
| タイトル                                          | 著者                                 | イラスト     | 巻数  |
| ------------------------------------------------- | ------------------------------------ | ------------ | ----- |
| 初恋ネコ                                          | ナカムラコウ                         | アルコ       | 全3巻 |
| パティシエ＝ソルシエ お菓子の魔法はあまくないっ！ | 白井ごはん                           | 行村コウ     | 2巻   |
| ビーストサーガ                                    | 澁谷貴志 原作:タカラトミー           | 樽谷純一     | 単巻  |
| ひまわりと子犬の７日間                            | 五十嵐佳子 脚本:平野恵美子           | 高野きか     | 単巻  |
| ひみつの図書館!                                   | 神代明                               | おのともえ   | 全4巻 |
| ひよ恋                                            | 松田朱夏 原作:雪丸もえ               | 雪丸もえ     | 全5巻 |
| ファーブル昆虫記 ここがスゴイぞ！虫のふしぎ       | ファーブル 訳:舟崎克彦               | 小玉         | 単巻  |
| ふたごの恋の事情                                  | 一ノ瀬三葉                           | 優月うめ     | 4巻   |
| プリズム☆ハーツ!!                                 | 神代明                               | あるや       | 全9巻 |
| 放課後ゆ〜れい部の事件ファイル                    | 朝里樹                               | よん         | 2巻   |
| 僕たちの旅の話をしよう                            | 小路幸也                             | pun2         | 単巻  |
| ぼくたちは秘密基地をつくった                      | 木堂椎                               | HERO         | 単巻  |
| 僕のヒーローアカデミア THE MOVIE                  | 小川彗 原作：堀越耕平/脚本：黒田洋介 | ―            | 2巻   |
| ポケットドラゴンの冒険                            | 深沢美潮                             | 田伊りょうき | 全4巻 |
| 星新一 すこしふしぎ傑作選                         | 星新一 選:瀬名秀明                   | yum          | 単巻  |
| 坊っちゃん                                        | 夏目漱石 構成:森川成美               | 優           | 単巻  |

### ま行
| タイトル                                                                                | 著者                                                                                            | イラスト       | 巻数  |
| --------------------------------------------------------------------------------------- | ----------------------------------------------------------------------------------------------- | -------------- | ----- |
| 魔女じゃないもん!                                                                       | 宮下恵茉                                                                                        | 和錆           | 全4巻 |
| 魔法がいっぱい! ふしぎに出会った4人の子どもの物語                                       | 作：石崎洋司・ナカムラコウ・那須田淳・藤野恵美 編：石崎洋司                                     | 佐竹美保       | 単巻  |
| 真夜中の図書館                                                                          | ニック・シャドウ 訳：堂田和美                                                                   | 一橋真         | 全2巻 |
| マンガ部オーバーヒート! へっぽこ３人組、天才マンガ家に挑む                              | 河口柚花                                                                                        | けーしん       | 単巻  |
| 胸キュンスカッとノベライズ                                                              | 百瀬しのぶ 原作：痛快TVスカッとジャパン                                                         | たら実         | 5巻   |
| スカッとジャパンノベライズ                                                              | 百瀬しのぶ 原作：痛快TVスカッとジャパン                                                         | くろでこ       | 2巻   |
| メイドの花ちゃん                                                                        | 名取なずな                                                                                      | COMTA          | 全3巻 |
| めちゃコワ! 最凶怪談 （『最凶怪談』シリーズだが、各巻短編集のため直接のつながりはない） | 作：赤羽ミオ・友乃雪・吉村清子・ゆうきりん・田代裕彦・かたやま和華 編：新井リュウジ・藤咲あゆな | 黒裄           | 単巻  |
| モンスタニア                                                                            | 河端ジュン一（グループSNE）                                                                     | あいやーぼーる | 全2巻 |

### や行
| タイトル                         | 著者                      | イラスト       | 巻数  |
| -------------------------------- | ------------------------- | -------------- | ----- |
| やさしい悪魔                     | 藤咲あゆな                | 椿しょう       | 全3巻 |
| ヤバい生きもの                   | 小野寺佑紀 監修：大西信弘 | いのうえさきこ | 単巻  |
| ユウレイ探偵事件簿               | 上田千尋                  | 雨             | 全2巻 |
| 夢をつかもう！ノーベル賞感動物語 | 高橋うらら                | 森川泉         | 単巻  |

### ら行
| タイトル                           | 著者         | イラスト     | 巻数  |
| ---------------------------------- | ------------ | ------------ | ----- |
| リオとユウの霊探事件ファイル       | 秋木真       | すまき俊悟   | 全3巻 |
| りっぱな巫女になる方法。           | 午前三時五分 | ヒナユキウサ | 全3巻 |
| ロボ☆友 カノンと、とんでもお嬢さま | 星乃ぬう     | 木屋町       | 単巻  |

### わ行
| タイトル                         | 著者                                      | イラスト           | 巻数  |
| -------------------------------- | ----------------------------------------- | ------------------ | ----- |
| 若草物語 四姉妹とすてきな贈り物  | ルイーザ・メイ・オルコット 訳：植松佐知子 | 駒形               | 単巻  |
| わし姫物語                       | マリー王妃 訳：長井那智子                 | ジョブ             | 単巻  |
| わたしがアイドルになれない理由!? | 野々村花                                  | COMTA              | 単巻  |
| わたしたちのカノン               | 中村天音                                  | フライ             | 全2巻 |
| 笑って自由研究                   | 令丈ヒロ子                                | MON                | 全4巻 |
| ONE PIECE                        | 浜崎達也 原作：尾田栄一郎                 | 東映アニメーション | 11巻  |

## 創刊時のラインナップ
- 『ちびまる子ちゃん』 作・絵:さくらももこ
- 『ONE PIECE』 原作:尾田栄一郎 作:浜崎達也 絵:東映アニメーション
- 『君に届け』 原作・絵:椎名軽穂 作:白井かなこ
- 『おかし工場のひみつ』 作:令丈ヒロ子 絵:MON
- 『あいにおまかせ!? 幽霊バスツアー』 作:赤川次郎 絵:水野美波
- 『電車で行こう!』 作:豊田巧 絵:裕龍ながれ
- 『やさしい悪魔』 作:藤咲あゆな 絵:椿しょう
- 『初恋ネコ』 作:ナカムラコウ 絵:アルコ
- 『プリズム☆ハーツ!!』 作:神代明 絵:あるや
- 新訳『赤毛のアン』 原作:L・M・モンゴメリ 訳:木村由利子 カバーイラスト:羽海野チカ 本文イラスト:オノトモエ[1]

## みらい文庫ちゃんねる
WEBサイトのトップページでは、これまでにも紹介ムービーが掲載されていたが、2016年8月にみらい文庫チャンネルをYouTubeに開設し、こちらにまとめられた。『牛乳カンパイ係、田中くん』の田中くんの着ぐるみが何かを作ったりリポートしたりする様や、イラストの作画過程、作品によっては短い朗読とかイメージソングの作成や歴史物の作品では偉人との対話などで色々な形の動画でアプローチした。週刊で公開したり、夏休み期間には毎日更新することもあった。集英社みらい文庫の10周年時からはリニューアルと称して本レーベル作品の短いボイスドラマ（その多くは本文の抜粋）を公開した。